# Глок, Ольга Алексеевна
Ольга Алексеевна Глок (род. 6 декабря 1982, Новосибирск) — российская легкоатлетка, специалистка по бегу на длинные дистанции и марафону. Выступала в статусе элитной спортсменки в 2003—2014 годах, победительница и призёрка ряда крупных международных соревнований на шоссе. Представляла Новосибирскую область. Мастер спорта России международного класса.

## Биография
Ольга Глок родилась 6 декабря 1982 года в Новосибирске.
Занималась бегом с 1994 года под руководством тренеров К. В. Фомина и В. П. Трубникова. В 2005 году окончила Новосибирский государственный педагогический университет, где обучалась на факультете физической культуры.
Впервые преодолела марафонскую дистанцию в 2003 году в рамках чемпионата России в Уфе — с результатом 2:46:07 финишировала здесь четвёртой.
В 2004 году на чемпионате России по марафону в Москве с результатом 2:37:01 выиграла бронзовую медаль. Также в этом сезоне стала четвёртой в пробеге «Пушкин — Санкт-Петербург», показала третий результат на Стамбульском марафоне (2:42:45).
В 2005 году одержала победу в пробеге «Пушкин — Санкт-Петербург», была лучшей на Бремерхафенском марафоне (2:41:08) и восьмой на Франкфуртском марафоне (2:38:06).
На чемпионате России 2006 года в Саранске выиграла бронзовую медаль в полумарафоне и стала пятой в марафоне. Помимо этого, финишировала восьмой на Венском марафоне (2:44:52), выиграла Дрезденский марафон (2:35:26), закрыла десятку сильнейших на Сингапурском марафоне (2:52:48).
В 2007 году стала бронзовой призёркой домашнего чемпионата России по полумарафону в Новосибирске. Попав в состав российской национальной сборной, выступила на чемпионате мира по полумарафону в Удине, где заняла 17-е место в личном зачёте и вместе со своими соотечественницами стала пятой в командном зачёте. Показала седьмой результат на марафоне в Сан-Диего (2:41:34), третий результат на марафоне в Стамбуле (2:31:12).
На домашнем чемпионате России по полумарафону 2008 года в Новосибирске вновь взяла бронзу. Заняла 12-е место на Лиссабонском полумарафоне (1:12:42), закрыла десятку сильнейших Парижского марафона (2:30:40), одержала победу на Марафоне городов-близнецов в Сент-Поле (2:32:28).
В 2009 году выиграла Пражский марафон (2:28:27), бежала марафон на чемпионате мира в Берлине, где с результатом 2:36:57 расположилась в итоговом протоколе соревнований на 29-й строке (в рамках разыгрывавшегося здесь Кубка мира стала бронзовой призёркой в командном зачёте, однако позже в связи с дисквалификацией Наили Юламановой россиянки сместились с третьей строки на пятую).
В 2010 году была девятой на Роттердамском марафоне (2:38:10) и второй на Афинском классическом марафоне (2:33:51).
На чемпионате России 2011 года в составе сборной Новосибирской области стала серебряной призёркой в эстафете 4 × 1500 метров, тогда как в полумарафоне на сей раз пришла к финишу четвёртой. Заняла четвёртое место на Дублинском марафоне (2:33:28).
В 2012 году стала второй на Венском марафоне, установив при этом свой личный рекорд — 2:27:18. На чемпионате России по полумарафону в Омске получила бронзу. Приняла участие в нескольких коммерческих стартах во Франции и Швейцарии.
В 2013 году стартовала на Римском марафоне, но сошла здесь с дистанции и не показала никакого результата.
Последний раз выступала в статусе элитной спортсменки в сезоне 2014 года, когда стала пятой на Венском марафоне (2:33:23), выиграла бронзовую медаль чемпионата России по полумарафону в Уфе и финишировала второй на полумарафоне в Новосибирске.
Одновременно со спортивной карьерой Ольга Глок служила в новосибирской полиции, специалист-кинолог.